# チャルィムィラート・アマノフ
チャルィムィラート・アマノフ （1966年 - ）は、トルクメニスタンの政治家、チェキスト。国家保安相。

## 経歴
アハル州ゲオクテピンスキー村出身。1990年、数学専攻でマフトゥムクリ名称トルクメン国立大学を卒業。
1991年～1992年、ソ連国家保安委員会（KGB）高等学校生徒。
1992年からトルクメニスタン国家保安省で働く。
2007年2月、国家外国市民登録庁副長官に任命。同年5月、大統領保安庁長官。
2007年10月8日、国家保安相に任命。